# ماسايو
ماسايو وهي عاصمة ولاية الاغواس، عدد سكانها في عام 2006م وصل ال 922,458 نسمة.

## المناخ
يظهر الجدول التالي التغييرات المناخية على مدار السنة لماسايو:
| البيانات المناخية لـماسايو                      | البيانات المناخية لـماسايو | البيانات المناخية لـماسايو | البيانات المناخية لـماسايو | البيانات المناخية لـماسايو | البيانات المناخية لـماسايو | البيانات المناخية لـماسايو | البيانات المناخية لـماسايو | البيانات المناخية لـماسايو | البيانات المناخية لـماسايو | البيانات المناخية لـماسايو | البيانات المناخية لـماسايو | البيانات المناخية لـماسايو | البيانات المناخية لـماسايو |
| الشهر                                           | يناير                      | فبراير                     | مارس                       | أبريل                      | مايو                       | يونيو                      | يوليو                      | أغسطس                      | سبتمبر                     | أكتوبر                     | نوفمبر                     | ديسمبر                     | المعدل السنوي              |
| ----------------------------------------------- | -------------------------- | -------------------------- | -------------------------- | -------------------------- | -------------------------- | -------------------------- | -------------------------- | -------------------------- | -------------------------- | -------------------------- | -------------------------- | -------------------------- | -------------------------- |
| الدرجة القصوى °م (°ف)                           | 34.8 (94.6)                | 34.9 (94.8)                | 35.0 (95.0)                | 35.3 (95.5)                | 36.4 (97.5)                | 31.8 (89.2)                | 31.1 (88.0)                | 31.8 (89.2)                | 39.3 (102.7)               | 34.6 (94.3)                | 38.4 (101.1)               | 35.4 (95.7)                | 39.3 (102.7)               |
| متوسط درجة الحرارة الكبرى °م (°ف)               | 31.0 (87.8)                | 31.4 (88.5)                | 31.5 (88.7)                | 30.6 (87.1)                | 29.5 (85.1)                | 28.3 (82.9)                | 27.6 (81.7)                | 27.6 (81.7)                | 28.4 (83.1)                | 29.9 (85.8)                | 30.8 (87.4)                | 31.2 (88.2)                | 29.8 (85.6)                |
| المتوسط اليومي °م (°ف)                          | 26.0 (78.8)                | 26.2 (79.2)                | 26.5 (79.7)                | 26.0 (78.8)                | 25.1 (77.2)                | 24.1 (75.4)                | 23.5 (74.3)                | 23.5 (74.3)                | 24.1 (75.4)                | 25.1 (77.2)                | 25.6 (78.1)                | 26.0 (78.8)                | 25.1 (77.2)                |
| متوسط درجة الحرارة الصغرى °م (°ف)               | 21.4 (70.5)                | 21.8 (71.2)                | 22.1 (71.8)                | 21.8 (71.2)                | 21.2 (70.2)                | 20.3 (68.5)                | 19.7 (67.5)                | 19.7 (67.5)                | 19.9 (67.8)                | 20.3 (68.5)                | 20.9 (69.6)                | 21.2 (70.2)                | 20.9 (69.6)                |
| أدنى درجة حرارة °م (°ف)                         | 17.9 (64.2)                | 17.8 (64.0)                | 16.4 (61.5)                | 13.2 (55.8)                | 17.0 (62.6)                | 11.3 (52.3)                | 15.0 (59.0)                | 15.0 (59.0)                | 15.8 (60.4)                | 17.0 (62.6)                | 17.4 (63.3)                | 17.9 (64.2)                | 11.3 (52.3)                |
| الهطول مم (إنش)                                 | 83.0 (3.27)                | 72.9 (2.87)                | 117.4 (4.62)               | 207.5 (8.17)               | 296.9 (11.69)              | 353.8 (13.93)              | 265.2 (10.44)              | 201.5 (7.93)               | 120.2 (4.73)               | 61.6 (2.43)                | 46.9 (1.85)                | 40.5 (1.59)                | 1٬867٫4 (73.52)            |
| متوسط أيام هطول الأمطار (≥ 1.0 mm)              | 9                          | 7                          | 10                         | 16                         | 18                         | 22                         | 23                         | 20                         | 13                         | 7                          | 5                          | 6                          | 156                        |
| متوسط الرطوبة النسبية (%)                       | 75.9                       | 74.2                       | 74.9                       | 77.8                       | 81.1                       | 82.6                       | 82.8                       | 81.9                       | 78.7                       | 76.1                       | 74.1                       | 73.9                       | 77.8                       |
| ساعات سطوع الشمس الشهرية                        | 241.4                      | 218.6                      | 209.6                      | 202.5                      | 198.5                      | 162.8                      | 169.2                      | 180.6                      | 190.2                      | 220.4                      | 247.9                      | 257.5                      | 2٬499٫2                    |
| المصدر #1: المعهد الوطني للأرصاد الجوية         |                            |                            |                            |                            |                            |                            |                            |                            |                            |                            |                            |                            |                            |
| المصدر #2: Meteo Climat (record highs and lows) |                            |                            |                            |                            |                            |                            |                            |                            |                            |                            |                            |                            |                            |

## توأمة
لماسايو اتفاقيات توأمة مع:
- لكة

## أعلام
- آرثر مايا
- ماريو زاغالو
- باولو سيزار فارياس
- خوسيه كارلوس ميلو
- خوسيه كارلوس فيريرا فيليو
- بيبي
- خوسيه جايلتون دوس سانتوس سيلفا